# Apertochrysa afghanica
Apertochrysa afghanica är en insektsart som först beskrevs av Hölzel 1973.  Apertochrysa afghanica ingår i släktet Apertochrysa och familjen guldögonsländor. Inga underarter finns listade i Catalogue of Life.